# Tom Ascheim
Pour les articles homonymes, voir Ascheim.
 (mars 2022).
Si vous disposez d'ouvrages ou d'articles de référence ou si vous connaissez des sites web de qualité traitant du thème abordé ici, merci de compléter l'article en donnant les références utiles à sa vérifiabilité et en les liant à la section « Notes et références ».
 (mars 2022).
La mise en forme du texte ne suit pas les recommandations de Wikipédia : il faut le « wikifier ».
Les points d'amélioration suivants sont les cas les plus fréquents :
- Les titres sont pré-formatés par le logiciel. Ils ne sont ni en capitales, ni en gras.
- Le texte ne doit pas être écrit en capitales (les noms de famille non plus), ni en gras, ni en italique, ni en « petit »…
- Le gras n'est utilisé que pour surligner le titre de l'article dans l'introduction, une seule fois.
- L'italique est rarement utilisé : mots en langue étrangère, titres d'œuvres, noms de bateaux, etc.
- Les citations ne sont pas en italique mais en corps de texte normal. Elles sont entourées par des guillemets français : « et ».
- Les listes à puces sont à éviter, des paragraphes rédigés étant largement préférés. Les tableaux sont à réserver à la présentation de données structurées (résultats, etc.).
- Les appels de note de bas de page (petits chiffres en exposant, introduits par l'outil «  Source ») sont à placer entre la fin de phrase et le point final[comme ça].
- Les liens internes (vers d'autres articles de Wikipédia) sont à choisir avec parcimonie. Créez des liens vers des articles approfondissant le sujet. Les termes génériques sans rapport avec le sujet sont à éviter, ainsi que les répétitions de liens vers un même terme.
- Les liens externes sont à placer uniquement dans une section « Liens externes », à la fin de l'article. Ces liens sont à choisir avec parcimonie suivant les règles définies. Si un lien sert de source à l'article, son insertion dans le texte est à faire par les notes de bas de page.
- La présentation des références doit suivre les conventions bibliographiques. Il est recommandé d'utiliser les modèles {{Ouvrage}}, {{Chapitre}}, {{Article}}, {{Lien web}} et/ou {{Bibliographie}}. Le mode d'édition visuel peut mettre en forme automatiquement les références.
- Insérer une infobox (cadre d'informations à droite) n'est pas obligatoire pour parachever la mise en page.

Pour une aide détaillée, merci de consulter Aide:Wikification.
Si vous pensez que ces points ont été résolus, vous pouvez retirer ce bandeau et améliorer la mise en forme d'un autre article.
Tom Ascheim est un producteur et cadre de télévision américain. Il est président de "Warner Bros. Global Kids, Young Adults and Classics" depuis juillet 2020[réf. nécessaire]. De 1998 à 2003, Ascheim était le directeur général de Noggin[réf. nécessaire] qui a commencé comme une chaîne ciblée sur les préadolescents détenue conjointement par Nickelodeon et Sesame Workshop. Ascheim a ensuite occupé plusieurs postes de direction pour Nickelodeon et Sesame Workshop. De 2013 à 2020, il a été président de la chaîne câblée ABC Family, rebaptisée Freeform en 2016.

## Jeunesse et formation
Au lycée, Ascheim travaillait comme réparateur de climatisation et distribuait des dépliants pour un candidat à la présidence d'un arrondissement du Bronx.[3][réf. nécessaire] En 1985, Ascheim a obtenu un baccalauréat ès arts en études américaines de l'Université de Yale. En 1990, il a obtenu une maîtrise en administration des affaires de la Yale School of Management.[4] À l'origine, il a travaillé comme assistant du producteur de films indépendant Geoffrey Drummond et analyste financier chez Silver Screen Management.[5][3]

## Carrière
Ascheim a rejoint Viacom en 1990 en tant que vice-président du développement commercial et des produits multimédias de Nickelodeon,[5][6][réf. nécessaire] et en 1997 a été promu vice-président du développement commercial, de l'édition et des médias.[6] En juillet 1998, Ascheim a été nommé premier employé et directeur général de Noggin, un réseau câblé créé par Nickelodeon et Sesame Workshop qui serait lancé au début de 1999. Le réseau était à l'origine destiné à un public d'adolescents. Il a supervisé la bibliothèque de contenu du réseau et sa série originale.[7] Il a aidé à créer une variété de séries interstitielles jouées par Noggin, utilisant souvent les talents de Sesame Workshop. Il a également supervisé plusieurs changements de marque de la chaîne, y compris l'introduction des personnages hôtes de Moose et Zee en 2003.[9] En 2006, Ascheim a été promu au poste de vice-président exécutif et directeur général de Nickelodeon Digital Television, un poste nouvellement créé. À ce poste, il a continué à gérer Noggin et son bloc nocturne destiné aux adolescents, The N. Il a également supervisé Nickelodeon Games and Sports et Nicktoons.[10][réf. nécessaire]
Ascheim a quitté Nickelodeon en 2007 pour devenir le PDG de Newsweek, où il a supervisé les opérations mondiales de la publication et sa fusion avec The Daily Beast.[5][réf. nécessaire] En 2012, il a été annoncé qu'Ascheim avait été nommé par Sesame Workshop en tant que directeur de la stratégie et vice-président exécutif de Sesame Learning.[11] En 2013, il a quitté Sesame Workshop pour devenir président d'ABC Family,[12] à une époque où ses filles étaient de grandes fans du réseau.[3] Ascheim a été le moteur du changement de marque du réseau en tant que Freeform.[4][réf. nécessaire]
Il a agi en tant que président de Freeform jusqu'en avril 2020, date à laquelle il a démissionné pour occuper le poste de président de Warner Bros. Global Kids, Young Adults and Classics, une division qui supervise Cartoon Network, Cartoon Network Studios, Warner Bros. Animation, Adult Swim et Turner Classic Movies; son premier jour au poste était le 1er juillet 2020[13][14]

## Vie personnelle
Tom Ascheim a un fils et deux filles.

## Filmographie
| Année     | Titre                   | Crédité             | Ref.  |
| --------- | ----------------------- | ------------------- | ----- |
| 2001–2002 | The URL with Phred Show | Producteur exécutif | [ 2 ] |